# Richard Burgi
Pour les articles homonymes, voir Richard et Burgi.
Richard Burgi, né le 30 juillet 1958 à Montclair (New Jersey), est un acteur américain d'origine suisse.

## Biographie
Richard Burgi a été élevé dans une famille passionnée par la musique et le théâtre. Il se passionne au lycée pour l'art dramatique. Après ses études, il débute comme mannequin à New York. Il tourne dans plusieurs spots publicitaires. Il décroche ensuite des rôles dans des soaps comme Des jours et des vies, mais cela ne le passionne pas vraiment. Il décide alors de s'installer à Los Angeles, où il commence une carrière dans l'industrie. À 28 ans il reprend sa carrière de comédien. Il a travaillé sans interruption pour la télévision et le cinéma depuis la seconde moitié des années 1980 lorsqu'il a obtenu son premier rôle à plein temps dans la série Another World sur NBC. Pendant deux ans, il joue des rôles réguliers dans plusieurs séries télévisées comme Flash (1991) ou encore Madame est servie avec Alyssa Milano (1992). De 1994 à 1996, il est la vedette avec Cheryl Ladd de la série policière Waikiki Ouest. En 1996, sa notoriété s'accentue sur le petit écran avec The Sentinel, où il interprète Jim Ellison, un policier aux sens hyper développés. Richard Burgi est un spécialiste des séries télé, il enchaîne les apparitions télévisées notamment quatre ans plus tard. On l'aperçoit dans Les Dessous de Veronica (2000), 24 heures chrono et Les Experts (2002).
En 2004, Richard Burgi intègre le casting de Desperate Housewives de Marc Cherry, aux côtés de Marcia Cross, Felicity Huffman, Nicollette Sheridan, Eva Longoria, Teri Hatcher et beaucoup d'autres. Richard Burgi y interprète le rôle de Karl Mayer, ex-mari de Susan (Teri Hatcher). Richard Burgi est aussi présent au cinéma. En 2004, il joue aux côtés de Kim Basinger, Chris Evans et Jason Statham dans Cellular. Un an après il apparaît dans Braqueurs amateurs avec Jim Carrey et dans In Her Shoes avec Cameron Diaz. En 2007, Richard Burgi a une carrière qui ne semble pas fléchir. Alors qu'il est sur les écrans de cinéma dans Hostel, chapitre II, il prolonge son rôle pour Desperate Housewives dans la saison 6. En 2009, il joue dans Vendredi 13 de Marcus Nispel ou encore la série télévisée Harper's Island.
En 2011, il rejoint le casting de la série télévisée Chuck dans l'épisode 24 de la 4e saison : Chuck vs the cliffhanger, où il incarne le mystérieux agent de la CIA Clyde Decker, nouvel ennemi juré de Chuck Bartowski, spécialement engagé par de mystérieux dirigeants pour détruire la Team Bartowski. Il incarne ce rôle jusqu'à l'épisode 5 de la saison 5 Chuck vs the Hack off.
De 2011 à 2012, il joue le père de Brooke Davis dans la série Les Frères Scott. Il joue également dans la troisième saison de Blue Bloods, qui a démarré fin septembre 2012 aux États-Unis, il incarne le conseiller municipal Anthony Russo, riche et influent politicien qui préside la commission sur la sécurité publique de la ville. En 2013, il joue dans la saison 3 de la série "Body of Proof".
En 2021, il intègre le casting des Feux de l'amour. L'année suivante il est renvoyé par la production, selon plusieurs médias, à cause du non-respect du protocole anti-covid, mis en place par la production du feuilleton.

## Vie privée
Il est marié à Lori Kahn depuis le 25 novembre 1995, avec qui il a deux enfants : Jack Charles, né en 1996 et Samuel, né en 1999.
En 2011, le couple se sépare.
Depuis 2012, l'acteur est en couple avec Lilliana Lopez.

## Filmographie

### Cinéma
- 1995 : Payback d'Anthony Hickox : Al Keegan
- 2002 : Wheelmen : Nick
- 2004 : Cellular de David Richard Ellis : Craig
- 2004 : Sœurs de glace (Decoys) de Matthew Hastings : Détective Francis Kirk
- 2004 : Starship Troopers 2 : Héros de la Fédération de Phil Tippett : Capitaine Dax
- 2005 : Braqueurs amateurs (Fun with Dick and Jane) de Curtis Hanson : Joe
- 2005 : In Her Shoes de Curtis Hanson : Jim Danvers
- 2006 : Shanghai Red d'Oscar L. Costo : Michael Johnson
- 2007 : Hostel, chapitre II d'Eli Roth : Todd
- 2009 : Vendredi 13 de Marcus Nispel : Shérif Bracke
- 2013 : The Green Inferno d'Eli Roth : Charles, le père de Justine
- 2015 : No Letting Go de Jonathan D. Bucari : Henry
- 2016 : Kill the President de Timothy Woodward Jr. : Président Ford
- 2020 : Le 2e amendement (The 2nd) de Brian Skiba : Directeur de la CIA Phillips
- 2021 : Final Frequency de Tim Lowry : Cyrus Slanton

### Télévision

#### Séries télévisées
- 1991 : Empty Nest : Matthew Wright
- 1991 : Flash : Curtis Bohannan
- 1991 : Matlock : Roger Stratford
- 1991-1992 : La loi est la loi (Jake and the Fatman) : Brian Henley
- 1992 : Madame est servie (Who's the Boss ?) : Mike Va Salle
- 1994 : Seinfeld : Dr Ben Pfeffer
- 1994 : Viper : Lane Cassidy
- 1994-1996 : Waikiki Ouest (One West Waikiki) : Détective Mack Wolfe
- 1996-1999 : The Sentinel : Détective James Ellison
- 1999 : Action : Cole Ricardi
- 1999 : Les Anges du bonheur (Touched by an Angel) : Oncle Frank
- 2000 : Providence : Dr J.D. Scanlon
- 2000 : Voilà ! (Just Shoot Me) : Robert Galati
- 2000 : Les Dessous de Veronica (Veronica's Closet) : Mark
- 2000-2003 : Washington Police : Capitaine Vincent Hunter
- 2001 : Destins croisés  (Twice in a lifetime) (série) : Jimmy O'Connor
- 2001-2002 : 24 heures chrono : Alan York / Kevin Carroll (saison 1, 11 épisodes)
- 2002 : Les Experts (CSI: Crime Investigation) : Rick Weston
- 2002-2003 : Amy (Judging Amy) : Michael Cassidy
- 2003 : Firefly : Lieutenant Womack
- 2004 - 2012 : Desperate Housewives: Karl Mayer (saison 2 - récurrent saisons 1, 5 et 6 - invité saisons 3, 4 et 8)
- 2005-2006 : Point Pleasant : Ben Kramer
- 2007 : Las Vegas : Vince Peterson (saison 4)
- 2007 : Shark : Dr Neil Fuller (saison 2, épisode 3)
- 2008 : Le Diable et moi : Mike Volta (saison 1, épisode 17)
- 2009 : Knight Rider - le retour de K2000 : Jack Hurst (saison 1, épisode 12)
- 2009 : Nip/Tuck : Dr Logan Taper (saison 5, épisode 21)
- 2009 : Harper's Island : Thomas Wellington
- 2010 : New York, unité spéciale (Law & Order: Special Victims Unit) : Richard Morgan (saison 11, épisode 15)
- 2010 : NCIS : Enquêtes spéciales : Randall Hammond (saison 7, épisode 23)
- 2010 : Lie to Me : Gouverneur Charles Brooks (saison 2, épisode 17)
- 2011 : Chuck : Clyde Decker
- 2011 : Hot in Cleveland : Timothy (saison 2, épisode 13)
- 2011 : Breakout Kings : Andre Brennan (saison 1, épisode 9)
- 2011 : Castle : Charlie Turner (saison 4, épisode 8)
- 2011 : The Glades : Dr William Grant (saison 2, épisode 7)
- 2011 - 2012 : Les Frères Scott (One Tree Hill) : Robert Théodore « Ted » Davis (saison 9)
- 2012 : Les Experts : Miami (CSI : Miami) : Randall Stafford (saison 10, épisode 18)
- 2012 : Blue Bloods : Tommy Mancini (saison 3, épisode 2)
- 2012 : Burn Notice : Morris (saison 6, épisode 7)
- 2013 : Body of Proof : Dan Russell (saison 3)
- 2013 : Devious Maids : Henri Mudge (saison 1, épisode 4)
- 2013 : Kirstie : Tony Cameron (saison 1, épisode 2)
- 2014 : Hawaii 5-0 (Hawaii Five-O) : Agent Curtis Novak (saison 4, épisode 22)
- 2014 - 2016 : Hôpital Central / Alliances & Trahisons (General Hospital) : Paul Hornsby (112 épisodes)
- 2016 : Rush Hour : Todd Taymore (saison 1, épisode 11)
- 2019 : The Oath : Nathan Andrews (saison 2)
- 2019 : Grand Hotel : Michael Finn (saison 1, épisodes 6 et 7)
- 2021- 2022: Les feux de l'amour : Ashland Locke #1 (117 épisodes)

#### Téléfilms
- 1989 : Chameleons : Philip
- 1993 : Message from Nam : Major Hammer
- 1998 : I Married a Monster : Nicholas David Farrell
- 2001 : Le Souvenir en héritage (Bailey's Mistake) : Paul Donovan
- 2003 : Trash : Bud Blue
- 2004 : Lumière noire (Darklight) : William Shaw
- 2004 : Ma famille à tout prix (Torn Apart) : Bill Westlin
- 2006 : La Forêt en feu (Firestorm: Last Stand at Yellowstone) : Richard Danville
- 2007 : The Call (en) : Frank
- 2007 : Au nom de ma fille (In God's Country) : Josiah Leavitt
- 2011 : Le dernier volcan (Super Eruption) : Charlie Young
- 2011 : Méfiez-vous des apparences (Committed) : Desmond Moore
- 2012 : Au cœur de la tornade (Christmas Twister) : Logan
- 2014 : La légende des crânes de cristal (Crystal Skulls) : John Winston
- 2014 : Le Prince de minuit (Midnight Masquerade) : Howard Samford
- 2014 : Fatal Instinct : Michael Decker
- 2015 : Un patient troublant (Patient Killer) : Docteur Sylvan

## Distinctions

### Nominations
- 2006 : Gold Derby Awards de la meilleure distribution de l'année dans une série télévisée comique pour Desperate Housewives (2004-2012) partagée avec Andrea Bowen, Mehcad Brooks, Marcia Cross, Ricardo Chavira, James Denton, Harriet Sansom Harris, Teri Hatcher, Zane Huett, Felicity Huffman, Cody Kasch, Brent Kinsman, Shane Kinsman, Joy Jorgensen, Eva Longoria, Mark Moses, Shawn Pyfrom, Doug Savant, Nicollette Sheridan, Brenda Strong et Alfre Woodard.
- 13e cérémonie des Screen Actors Guild Awards 2007 : Meilleure distribution pour une série comique pour Desperate Housewives (2004-2012) partagée avec Andrea Bowen, Marcia Cross, Mehcad Brooks, Ricardo Chavira, James Denton, Teri Hatcher, Josh Henderson, Zane Huett, Felicity Huffman, Kathryn Joosten, Nashawn Kearse, Brent Kinsman, Shane Kinsman, Joy Jorgensen, Eva Longoria, Kyle MacLachlan, Laurie Metcalf, Shawn Pyfrom, Doug Savant, Dougray Scott, Nicollette Sheridan, Brenda Strong, Kiersten Warren et Alfre Woodard.

## Voix françaises
En France, Bernard Lanneau est la voix régulière de Richard Burgi depuis The Sentinel en 1996. Bruno Dubernat l'a également doublé à trois reprises.